# Nasolamia velox
Nasolamia velox är en hajart som först beskrevs av Gilbert 1898.  Nasolamia velox är ensam i släktet Nasolamia som ingår i familjen revhajar. Inga underarter finns listade i Catalogue of Life.
Denna haj liknar i utseende arterna i släktet Carcharhinus. Den blir upp till 150 cm lång (sällan 165 cm) och den kännetecknas av en långsträckt konformig nos med stora näsborrar. Dessutom förekommer en svart fläck med vitaktig kant på nosens topp. På ovansidan har kroppen en ljusgrå till gråbrun färg utan mönster och undersidan är lite ljusare.
Nasolamia velox lever i Stilla havet nära Amerikas kustlinje från norra Mexiko till södra Peru. Den hittas även i Californiaviken. Denna haj vistas vanligen i regioner som ligger 15 till 195 meter under havsytan. Arten besöker ibland områden kring flodernas mynningar med bräckt vatten.
Arten jagar mindre fiskar och kräftdjur. I norra delen av utbredningsområdet sker fortplantningen troligen mellan maj och juli. Honor lägger inga ägg utan föder fem eller sex levande ungar per tillfälle (vivipari). Vid födelsen är ungarna i genomsnitt 53 cm långa.
Attacker på människor är inte dokumenterade.
Nasolamia velox är allmänt sällsynt. Fiske på arten förekommer men det sker inte intensivt. Hajen kan också vara en bifångst vid fiske på andra havsdjur. IUCN kategoriserar arten globalt som otillräckligt studerad.